# Les Vautours de la mer
Pour plus de détails, voir Fiche technique et Distribution.
Les Vautours de la mer (Havsgamar) est un film suédois réalisé par Victor Sjöström, sorti en 1915. 
Le film est une adaptation du roman d'Emilie Flygare-Carlén.

## Synopsis
Un père et son fils, tous deux contrebandiers, sont surpris dans leurs activités par un douanier. Une lutte commence dans laquelle l'agent d'état meurt. Plus tard son fils arrive, provoquant une série d'événements imprévus...

## Fiche technique
- Titre original : Havsgamar
- Titre français : Les Vautours de la mer
- Réalisation : Victor Sjöström
- Scénario : Fritz Magnussen d'après La Rose de Tistelon d'Emilie Flygare-Carlén
- Directeur de la photographie : Henrik Jaenzon
- Pays d'origine :  Suède
- Société de production : Svenska Biografteatern AB
- Format : Noir et blanc - 1,33:1 - Film muet
- Genre : court métrage, Film dramatique
- Dates de sortie : 
  -  États-Unis : janvier 1915
  -  Suède : 31 janvier 1916
  -  Danemark : 4 août 1916

## Distribution
- Richard Lund : Arnold
- Rasmus Rasmussen : Hornung
- Greta Almroth : Gabriele
- John Ekman : Birger
- Nils Elffors
- Jenny Tschernichin-Larsson